# Paulinella
Paulinella é um género que compreende cerca de nove espécies de amebóides aquáticos.
Os seus membros mais famosos são as três espécies foto-sintéticas P. chromatophora, P. micropora e P. longichromatophora, as duas primeiras formas de água doce e a terceira marinha, que recentemente (em termos evolutivos) captaram uma cianobactéria como endossimbionte. Este plastídeo é por vezes denominado 'cianela' ou cromatóforo. Considera-se que o evento endossimbiótico ocorreu há 90–140 milhões de anos numa espécie bacteriana que divergiu há 500 milhões de anos a partir dalgumas cianobactérias conhecidas. Isto é surpreendente, porque os cloroplastos de todos os demais eucariotas fotossintéticos conhecidos derivam em última instância dum só endossimbionte cianobacteriano, que foi captado provavelmente há mil milhões de anos por um arqueplastidiano ancestral (e seguidamente adotado por outros grupos eucariotas, em eventos posteriores endossimbióticos). O simbionte P. chromatophora foi relacionado com as cianobactérias Prochlorococcus e Synechococcus (irmãos do grupo que consta dos membros vivos desses dois géneros). O genoma do cromatóforo sofreu uma redução e agora é só um terço do tamanho do genoma dos seus parentes vivos livres mais próximos, mas ainda assim é 10 vezes maior que a maioria dos genomas de plastídeos. Alguns dos genes perderam-se, outros migraram para o núcleo da ameba por transferência genética endossimbiótica. Outros genes degeneraram devido ao chamado trinquete de Muller (acumulação de mutações nocivas devido ao isolamento genético e provavelmente foram substituídos por genes doutros micróbios por transferência horizontal de genes). Os genes nucleares de P. chromatophora (as regiões não modificadas pelo simbionte) estão mais estreitamente relacionadas com o heterótrofo P. ovalis. P. ovalis também tem pelo menos dois genes de tipo cianobacteriano, que foram provavelmente integrados nos seus genomas por transferência horizontal de genes a partir da sua presa cianobacteriana. Genes similares poderam fazer com que as espécies fotossintéticas estivessem pré-equipadas para aceitar o cromatóforo.